# Europahymne
Die Europahymne ist die Hymne der Europäischen Union und des Europarates und eines der offiziellen Symbole der Europäischen Union.
Die Hymne ist eine Instrumentalfassung des Hauptthemas Ode an die Freude aus dem letzten Satz der neunten Sinfonie Ludwig van Beethovens.

## Geschichte der Europahymne
Der Europarat nahm am 19. Januar 1972 die Melodie als eigene Hymne an und beauftragte den Dirigenten Herbert von Karajan mit dem Arrangement dreier Versionen: einer Solopiano-Version sowie je einer Orchester-Fassung für Blas- und für Sinfonieorchester. 1985 wurde die Instrumentalversion auf Vorschlag des Adonnino-Ausschusses von den Staats- und Regierungschefs der Europäischen Gemeinschaften als offizielle Hymne der EG angenommen. Sie ersetzt nicht die Nationalhymnen der Mitgliedstaaten, sondern ist Ausdruck der Werte – Freiheit, Frieden und Solidarität –, die alle Mitglieder teilen, sowie Ausdruck für das Europamotto In Vielfalt geeint.
Schon im Jahre 1970 war die Melodie unter dem musikalischen Arrangement von Waldo de los Rios und der gesanglichen Interpretation von Miguel Ríos als der Welthit A Song of Joy auch einem breiten Publikum ohne Affinität zur Klassik bekannt geworden, nachdem es beispielsweise in den deutschsprachigen Ländern Platz eins der Charts erreichte und in Deutschland 15 Wochen lang hielt.

## Hymne ohne Text
Um keine europäische Sprache zu bevorzugen, und wegen der symbolischen Universalität der Musik ist die Europahymne nicht die Chorfassung Beethovens mit dem deutschen Text Friedrich Schillers („Freude, schöner Götterfunken …“), die Graf Coudenhove-Kalergi, der Gründer der Paneuropa-Union, 1955 als Europäische Hymne vorgeschlagen hatte, sondern ein reines Instrumental-Arrangement. Der zuständige Unterausschuss des Europarats wies zudem darauf hin, dass Schillers Text gar kein europäisches Glaubensbekenntnis darstelle, sondern ein allgemein menschliches.
Es gibt zwar verschiedene Textvorschläge in unterschiedlichen Sprachen, die zum Teil auch auf Veranstaltungen von Chören vorgetragen wurden. Der erste Antrag für eine Europäische Bürgerinitiative schlug eine Esperanto-Übersetzung von Beethovens Chorfassung als Text für die Europahymne vor. Weiters gibt es einen lateinischen Textvorschlag, damit soll dem Problem der unterschiedlichen Amtssprachen begegnet werden. Die Europäische Kommission lehnte den Antrag der Esperanto-Übersetzung jedoch ab und auch keiner der anderen Textvorschläge wurde offiziell anerkannt.
Der amerikanische Arrangeur und Mathematiker David Wright verfasste eine vierstimmige Chorversion, die jedoch einen Text verlangte. Der Engländer Paul Luckett verfasste nach dem Austritt von Großbritannien aus der EU einen Text dazu, der in dieser inoffiziellen Form bei den Acappella-Veranstaltungen von Barbershop in Germany, BinG!, gesungen wird. In dieser Form wurde es auch Teil des Liederbuches #zusammen SINGENzurEM der Deutschen Chorjugend.

## Sonstiges
Am Tag der Unabhängigkeitserklärung des Kosovo, dem 17. Februar 2008, wurde die Europahymne dort als provisorische Nationalhymne der neuen Republik gespielt.
Zu unterscheiden von der Europahymne ist die aus dem Fernsehen bekannte sogenannte Eurovisionshymne, das Präludium aus dem Te Deum von Marc-Antoine Charpentier.